# Ministerio de Ecología, Desarrollo Sostenible, Transporte y Vivienda

Logo del Ministerio

El Ministerio de Ecología, Desarrollo Sostenible y Energía (Francés: Ministère de l'Écologie, du Développement durable et de l'énergie, MEDDE) fue un ministerio del Gobierno de Francia. Tenía su sede en Arco de la Défense en La Défense y también, en la Tour Pascal y Tour Voltaire, en Puteaux, La Défense, cerca de París. Desde el 16 de mayo de 2012 incluía también del Ministerio de Igualdad de los Territorios y Vivienda.
La ministra de Ecología, Desarrollo Sostenible y Energía era Nicole Bricq desde el 16 de mayo de 2012. El viceministro de Transportes y de Economía Marítima fue Fréderic Cuvillier. 
La ministra de Igualdad de los Territorios y Vivienda fue Cecile Duflot desde el 16 de mayo de 2012. El viceministro de Ciudades era François Lamy.
Desde mayo de 2022, dos ministros comparten la administración del ministerio:
- Christophe Béchu, Ministro de Transición Ecológica y Cohesión Territorial,
- Agnès Pannier-Runacher, Ministra de Transición Energética.

## Departamentos dependientes del Ministerio
- Bureau d'Enquêtes et d'Analyses pour la Sécurité de l'Aviation Civile (BEA)[4]
- Direction générale de l'Aviation civile (DGAC)[5]

## Nombres antiguos
El departamento fue el Ministerio de Ecología, Desarrollo Sostenible, Transporte y de Vivienda (Ministère de l'Écologie, du Développement durable, des Transports et du Logement, MEDDTL), el Ministerio de Ecología, Energía, Desarrollo Sostenible y Mar (Ministère de l'Écologie, de l'Énergie, du Développement durable et de la Mer, MEEDDM), y el Ministerio de Ecología, Energía, Desarrollo Sostenible y Ordenación del Territorio (Ministère de l'Écologie, de l'Énergie, du Développement durable et de l'Aménagement du territoire, MEEDDAT); Ministerio de Ecología y Desarrollo Sostenible (Ministère de l'Écologie et du Développement durable 2007-2017) y Ministerio de Transición Ecológica y Solidaria (Ministère de la Transition écologique et solidaire 2017-2022).